# Labidostomis cyanicornis
Labidostomis cyanicornis es una especie de insecto coleóptero de la familia Chrysomelidae.
Fue descrita científicamente en 1822 por Germar.